# Saint-Étienne-de-Serre
Saint-Étienne-de-Serre är en kommun i departementet Ardèche i regionen Auvergne-Rhône-Alpes i sydöstra Frankrike. Kommunen ligger  i kantonen Saint-Pierreville som ligger i arrondissementet Privas. År 2022 hade Saint-Étienne-de-Serre 217 invånare.

## Befolkningsutveckling
Antalet invånare i kommunen Saint-Étienne-de-Serre
Referens: INSEE